# Josse van Craesbeeck
Josse van Craesbeeck ou Joos van Craesbeeck, né vers 1605 à Neerlinter et mort vers 1661 à Bruxelles, est un boulanger et peintre baroque flamand. Il a joué un rôle important dans le développement de la peinture flamande au milieu du XVIIe siècle à travers ses scènes de tavernes et ses portraits dissolus. Ses scènes de genre représentent des personnages de basse vie ainsi que des scènes de gens de la classe moyenne.

## Biographie
Joos van Craesbeeck est né à Neerlinter (aujourd'hui un village du Brabant flamand, Belgique). Son père s'appelle Joos et on croit qu'il est boulanger. Le nom de sa mère est Gertruid van Callenborch. En 1630 ou 1631, Joos van Craesbeeck épouse Johanna Tielens. Le père de son épouse est boulanger mais la famille Tielens compte aussi des artistes parmi ses membres : le peintre paysagiste Jan Tilens est un oncle tandis que deux des oncles du côté de la mère de l'épouse sont des sculpteurs.
La famille Tielens est également chargée de l'exploitation de la boulangerie de la Citadelle d'Anvers. Lorsque le peintre Adriaen Brouwer est emprisonné dans la citadelle, van Craesbeeck fait probablement sa connaissance. Basé sur des informations fournies par le biographe flamand contemporain Cornelis de Bie dans son livre Het Gulden Cabinet, van Craesbeeck est censé être devenu l'élève et le meilleur ami de Brouwer. Leur relation est décrite par de Bie comme «Soo d'oude songhen, soo pypen de jonghen» (Comme chantent les vieux, ainsi sifflent les jeunes). Les similitudes stylistiques des premières œuvres de van Craesbeeck avec celles de Brouwer semblent corroborer un tel apprentissage

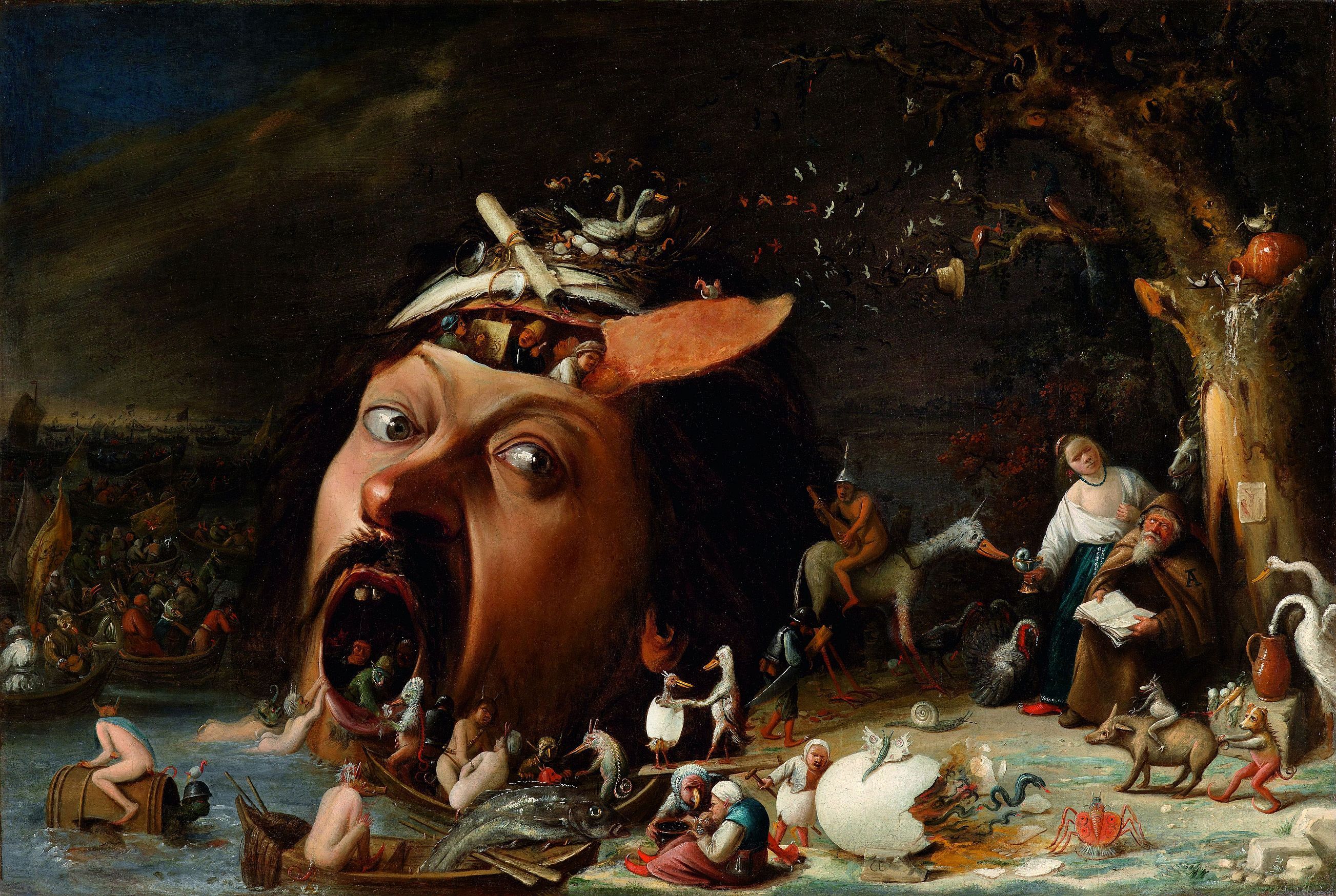
La Tentation de Saint Antoine

Van Craesbeeck devient maître de la Guilde de Saint-Luc d'Anvers en 1633-1634 en tant que boulanger et peintre. En 1637, il devient veuf et obtient un héritage. Il est enregistré comme le propriétaire d'une nouvelle maison avec une boulangerie à Anvers. À partir de cette époque, il peut se consacrer à temps plein à la poursuite de la peinture.
Les mouvements de van Craesbeek entre 1637 et 1651, l'année où il devient maître de la Guilde de Saint-Luc à Bruxelles, ne sont pas clairs. Il est probable que son déménagement à Bruxelles est lié à celui de David Teniers le Jeune qui s'installa à Bruxelles le 7 septembre 1650. En 1653, Adriaen Rombouts est son élève à Bruxelles.
La date de décès de van Craesbeeck n'est pas connue avec certitude, mais elle doit être située entre 1660 et 1661 puisqu'en 1660 un Lucas Viters est inscrit comme son apprenti à la Guilde et un an plus tard Cornelis de Bie le signale comme décédé.

## Œuvre

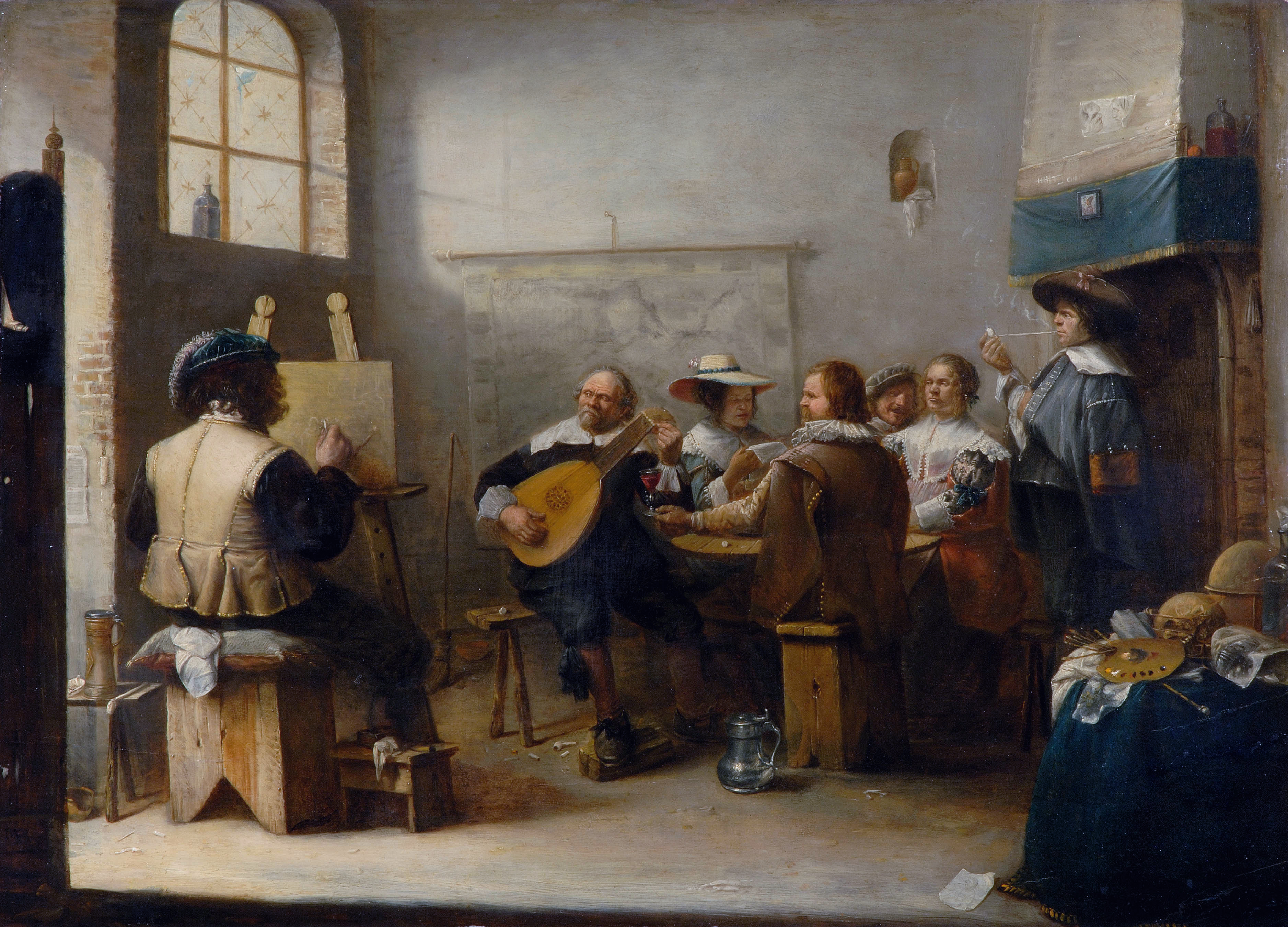
L'atelier du peintre

Joos van Craesbeeck a peint principalement des scènes de genre et quelques compositions à thème religieux. Ses scènes de genre représentent des personnages de basse vie ainsi que des scènes de gens de la classe moyenne. La chronologie de son œuvre est difficile à établir puisqu'une seule peinture, un autoportrait maintenant disparu, est signé. En plus de l'unique peinture signée avec son nom complet, il y a environ 30 autres peintures avec le monogramme cb ou jvcb. Malgré la difficulté de dater ses peintures, on pense que dans ses premières œuvres il s'appuyait sur les types de Brouwer. Il suit aussi la palette de Brouwer dans ses harmonies subtiles avec des reflets occasionnels étincelants. Comme Brouwer, il applique une couleur très fine laissant des parties de la toile de fond visibles.
Après la mort de Brouwer en 1638, van Craesbeeck se tourne vers d'autres artistes pour s'inspirer et emprunte des idées à des peintres hollandais contemporains. Les peintres anversois restent cependant sa principale source d'inspiration. Il est capable de trouver sa propre interprétation individuelle des sujets quotidiens, qui formaient l'essentiel de sa production. Sa palette devint dominée par les bruns et les gris.
Dans une phase encore plus tardive quand il réside à Bruxelles, il peint son œuvre mature, largement indépendante de Brouwer. Un ensemble d'œuvres de cette période est caractérisé par ses couleurs vives et l'utilisation de son propre répertoire de figures : des hommes barbus avec des bonnets plats ou en fourrure, des femmes avec des bonnets blancs ou des chapeaux de paille bien visibles.

## Œuvres
En Allemagne :
- Le promeneur fatigué, à la Gemäldegalerie, à Berlin ;
- Paysan au chapeau de feutre, au Musée de Bode, à Berlin ;
- Compagnie de buveurs, au château Wilhelmshöhe, à Cassel ;
- Paysans fumant, à la Alte Pinakothek, à Munich.

En Autriche :

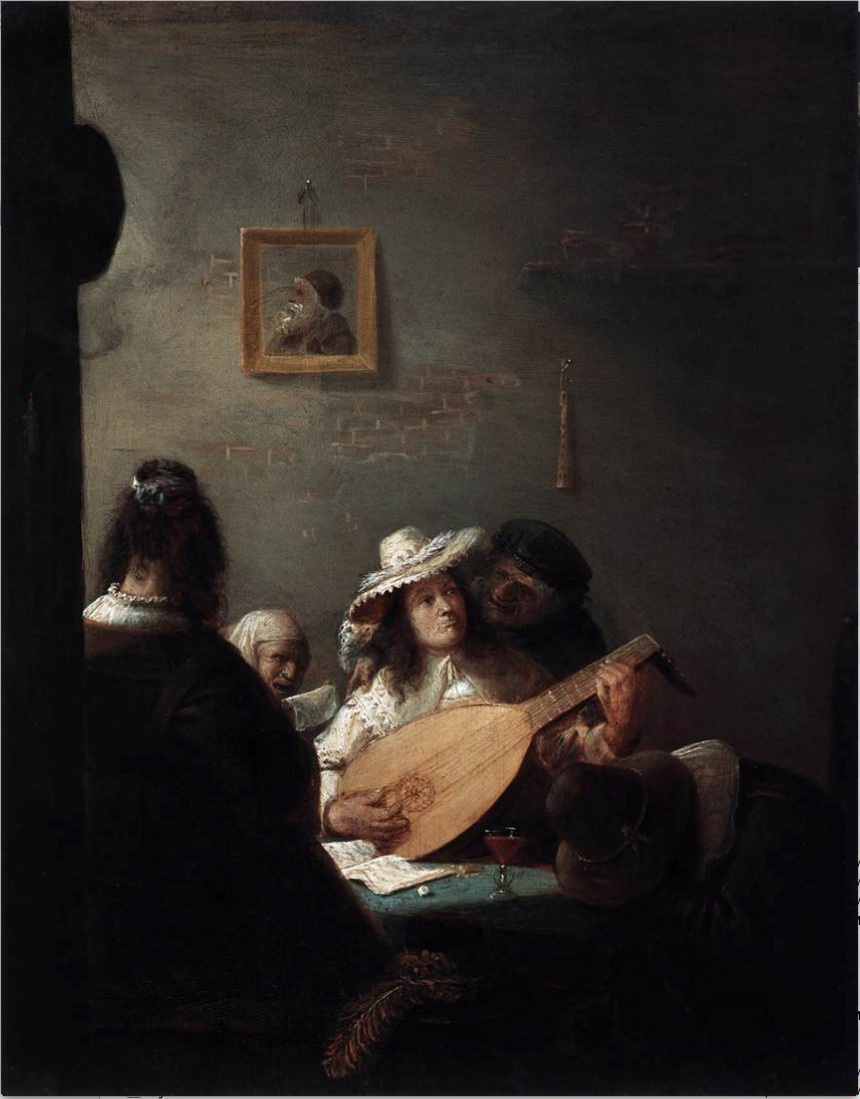
Le joueur de luth, 1655.

- Musiciens et buveurs en plein air, au Tiroler Landesmuseum Ferdinandeum, à Innsbruck ;
- Le Massacre des Innocents, à l'abbaye de Saint-Florian ;
- Ripailles, à l'abbaye de St. Paul im Lavanttal ;
- Paysans devant un cabaret, à la Gemäldegalerie der Akademie der bildenden Künste, à Vienne ;
- Les Soldats et les Femmes, au musée d'Histoire de l'art, à Vienne ;
- Groupe dans une auberge, au musée d'Histoire de l'art, à Vienne ;
- Mendiante, au musée d'Histoire de l'art, à Vienne.

En Belgique :
- Bagarre dans une auberge (la mort est rapide et féroce), au musée royal des Beaux-Arts, à Anvers ;
- Taverne flamande, au  musée royal des Beaux-Arts, à Anvers ;
- Aux Armes d'Anvers, au  musée royal des Beaux-Arts, à Anvers ;
- Réunion de rhétoriciens, aux musées royaux des Beaux-Arts de Belgique, à Bruxelles ;
- Trois chanteurs (ou Les Rhétoriciens), au musée des Beaux-Arts, à Tournai.

En Espagne :
- Le contrat de mariage, au musée du Prado, à Madrid ;
- Trio burlesque, au musée du Prado, à Madrid.

Aux États-Unis :
- Joueurs de cartes, au J. Paul Getty Museum, à Los Angeles.

En France :
- Buveur, huile sur bois, 25 × 19 cm, musée d'Arts de Nantes[5] ;
- Le Fumeur et la Mort, au Musée Calvet, à Avignon ;
- L'écraseur de poux, au musée Bonnat-Helleu, à Bayonne ;
- Rixe de cabaret, huile sur bois, 72 x 104 cm, musée des Beaux-Arts, à Dijon ;
- Fumeur dans l'embrasure d'une porte rustique, sur fond de paysage, au musée du Louvre, à Paris ;
- Les Mangeurs de moules, au musée du Louvre, à Paris ;
- Le Fumeur, au musée du Louvre, à Paris ;
- L'Atelier de l'artiste, à la Fondation Custodia, Institut néerlandais de Paris.

En Roumanie :
- La Visite du docteur / De piskijker, au musée Brukenthal, à Sibiu.

Au Royaume-Uni :
- Intérieur d'une taverne, au Bowes Museum, à Barnard Castle ;
- Homme tenant une coupe et une bouteille de vin, au Bowes Museum, à Barnard Castle.

En Russie :
- L'Ivrogne, au musée de l'Ermitage, à Saint-Pétersbourg.

En République tchèque : 
- Paysans dans une chambre, au Musée d'art, à Liberec.

Collections privées / tableaux non localisés :
- Ecce Homo, collection privée ;
- Paysans buvant dans la cour d'une taverne, collection privée ;
- Un homme et une femme chantant dans une auberge, collection privée ;
- Groupe devant une auberge, collection privée.